# Ainārs Kovals
Ainārs Kovals (Riga, 21 novembre 1981) è un giavellottista lettone.

## Palmarès
| Anno | Manifestazione   | Sede       | Evento                 | Risultato | Prestazione | Note                          |
| ---- | ---------------- | ---------- | ---------------------- | --------- | ----------- | ----------------------------- |
| 2001 | Europei under 23 | Amsterdam  | Lancio del giavellotto | 4º        | 73,22 m     |                               |
| 2003 | Europei under 23 | Bydgoszcz  | Lancio del giavellotto | 6º        | 72,68 m     | Miglior prestazione personale |
| 2005 | Mondiali         | Helsinki   | Lancio del giavellotto | 7º        | 77,61 m     |                               |
| 2005 | Universiadi      | Smirne     | Lancio del giavellotto | Oro       | 80,67 m     |                               |
| 2006 | Europei          | Göteborg   | Lancio del giavellotto | 5º        | 81,65 m     |                               |
| 2007 | Universiadi      | Bangkok    | Lancio del giavellotto | Bronzo    | 82,23 m     |                               |
| 2007 | Mondiali         | Osaka      | Lancio del giavellotto | 14º (q)   | 79,42 m     |                               |
| 2008 | Giochi olimpici  | Pechino    | Lancio del giavellotto | Argento   | 86,64 m     | Miglior prestazione personale |
| 2009 | Universiadi      | Belgrado   | Lancio del giavellotto | Oro       | 81,58 m     |                               |
| 2009 | Mondiali         | Berlino    | Lancio del giavellotto | 7º        | 81,54 m     |                               |
| 2010 | Europei          | Barcellona | Lancio del giavellotto | 6º        | 81,19 m     |                               |
| 2012 | Europei          | Helsinki   | Lancio del giavellotto | 15º (q)   | 76,32 m     |                               |
| 2012 | Giochi olimpici  | Londra     | Lancio del giavellotto | 16º (q)   | 79,19 m     |                               |
| 2014 | Europei          | Zurigo     | Lancio del giavellotto | 14º (q)   | 77,70 m     |                               |